# Övertänger
Övertänger är en tätort i Envikens socken i Falu kommun vid riksväg 50. Vid småortsavgränsningen 1990 ingick den södra delen av Övertänger i småorten Yttertänger medan resten bildade en separat småort som 1995 kom att ligga utanför båda småorterna. 2015 bildade hela området en tätort.
Byn är omgiven av skogbevuxna berg, med inslag av genomkorsande vattendrag och sjöar. Väster om byn ligger sjön Stora Askakaren och sydost om byn ligger Tängran. Det har varit en utpräglad jordbruksby med inslag av skogsbruk. Industrier som finns i byn är en fönsterfabrik samt ett sågverk. Många är även verksamma som enmansföretagare eller har sin inkomst i närliggande orter.

## Historik
Byn har haft en landstull som etablerades på 1620-talet och avvecklades under det tidiga 1800-talet. Denna tull var Dalarnas största landtull och varor som skulle transporteras till Falun förtullades där. Tullstationen etablerades norr om bebyggelsen (i närheten av nuvarande stora kraftstation vid utloppet ur sjön Balungen) för att undvika att lokala transporter skulle fastna i tullen. Tullstationen var endast i bruk under vintertiden vid den stora genomfartsvägen mellan (Norge) Hälsingland och Falun (Mälardalen). Sommartid förflyttades tullhanteringen till Backa i Svärdsjö med samma tullpersonal som en tullnär och en tullskrivare.
I byn har det funnits sågverk sedan åtminstone 1660-talet.
Under vårterminen 2008 avvecklades byns skola.

### Befolkningsutveckling
| Befolkningsutvecklingen i Övertänger 1960–2020                                                                                           | Befolkningsutvecklingen i Övertänger 1960–2020 | Befolkningsutvecklingen i Övertänger 1960–2020 | Befolkningsutvecklingen i Övertänger 1960–2020 | Befolkningsutvecklingen i Övertänger 1960–2020 |
| --- | ---------------------------------------------- | ---------------------------------------------- | ---------------------------------------------- | ---------------------------------------------- |
| |                                                |                                                |                                                |                                                |
| År |                                                |                                                | Folkmängd                                      | Areal (ha)                                     |
| 1960 | 1960                                           |                                                | 195                                            | ¤                                              |
| 1965 | 1965                                           |                                                | 233                                            |                                                |
| 1990 | 1990                                           |                                                | 188                                            | 48#                                            |
| 1995 | 1995                                           |                                                | 175                                            | 45#                                            |
| 2000 | 2000                                           |                                                | 177                                            | 45#                                            |
| 2005 | 2005                                           |                                                | 152                                            | 46#                                            |
| 2010 | 2010                                           |                                                | 140                                            | 46#                                            |
| 2015 | 2015                                           |                                                | 240                                            | 133                                            |
| 2020 | 2020                                           |                                                | 237                                            | 118                                            |
| Anm.: Ny tätort 1965; Ej tätort 1970; åter tätort 2015, med ett utökat område ¤ Som tätortsbebyggelse med 150-199 invånare # Som småort. |                                                |                                                |                                                |                                                |